# Diasterope pilosa
Diasterope pilosa är en kräftdjursart som beskrevs av Poulsen 1965. Diasterope pilosa ingår i släktet Diasterope och familjen Cylindroleberididae. Inga underarter finns listade i Catalogue of Life.